# マリア・テレサ・デ・バリャブリガの肖像 (プラド美術館)
『マリア・テレサ・デ・バリャブリガの肖像』（西: Retrato de Doña Maria Teresa de Vallabriga, 英: Portrait of Doña Maria Teresa of Vallabriga）は、スペインのロマン主義の巨匠フランシスコ・デ・ゴヤが1783年に制作した肖像画である。油彩。ゴヤの初期の肖像画の1つで、国王フェリペ5世の息子ルイス・アントニオ・デ・ボルボーン・イ・ファルネシオ親王と結婚した、下級貴族出身のマリア・テレサ・デ・バリャブリガ・イ・ロサスを描いている。集団肖像画『ドン・ルイス・デ・ボルボーン親王の家族』（La familia del infante don Luis de Borbón）の準備習作として制作された。夫の肖像画『ドン・ルイス・デ・ボルボーン親王の肖像』（Retrato de Infante Luis Antonio Jaime de Borbón）の対作品。現在はマドリードのプラド美術館に所蔵されている。また異なるバージョンがミュンヘンのノイエ・ピナコテーク、フィレンツェのウフィツィ美術館、個人コレクションに所蔵されている。

## 人物
| 本作品と向かい合う対作品『ドン・ルイス・デ・ボルボーン親王の肖像』。1783年。マドリードの個人蔵。 |  | 本作品と向かい合う対作品『ドン・ルイス・デ・ボルボーン親王の肖像』。1783年。マドリードの個人蔵。 |
| 本作品と向かい合う対作品『ドン・ルイス・デ・ボルボーン親王の肖像』。1783年。マドリードの個人蔵。 |  |                                                                                                  |

マリア・テレサは1759年にアラゴンの下級貴族で義勇軍騎兵連隊長だったホセ・イグナシオ・デ・バリャブリガ・イ・エスパニョル（José Ignacio de Vallabriga y Español）と、亡命貴族のメルフォート伯爵家の血を引く第4代カステルブランコ女伯爵ホセファ・デ・ロサス・イ・ドラモンド・デ・メルフォルト（Josefa de Rozas y Drummond de Melfort）の娘としてサラゴサに生まれた。ドン・ルイス親王との結婚は彼女を不遇な境遇に追いやった。彼女の家系は、母方によりスコットランドに由来するステュアート朝までさかのぼることができたが、身分違いの結婚（貴賤結婚）と見なされた。2人は1776年6月27日に結婚したものの、マドリードから離れたアビラ県アレナス・デ・サン・ペドロで隠遁させられた。ドン・ルイス親王は宮廷を訪れることができたがマリア・テレサにその権利はなく、また子供たちは王室から除外され、ボルボーン姓を名乗ることも許されなかった。さらに夫が1785年8月7日に死去すると、その8日後に国王カルロス3世は子供たちをマリア・テレサから引き離し、トレドのサン・クレメンテ修道院に送った。彼女はその後の7年間を孤独に過ごしたのち、1792年に許可を得て、トレドの子供たちを訪ねることなく故郷のサラゴサに移った。状況が好転したのは1797年、娘の1人マリア・テレサと当時の国王カルロス4世夫妻のお気に入りであったマヌエル・デ・ゴドイとの結婚によってであった。半島戦争中はマヨルカ島に隠遁し、1814年に故郷に戻ると、そこで残りの人生を過ごした。1820年2月26日に死去。

## 制作経緯

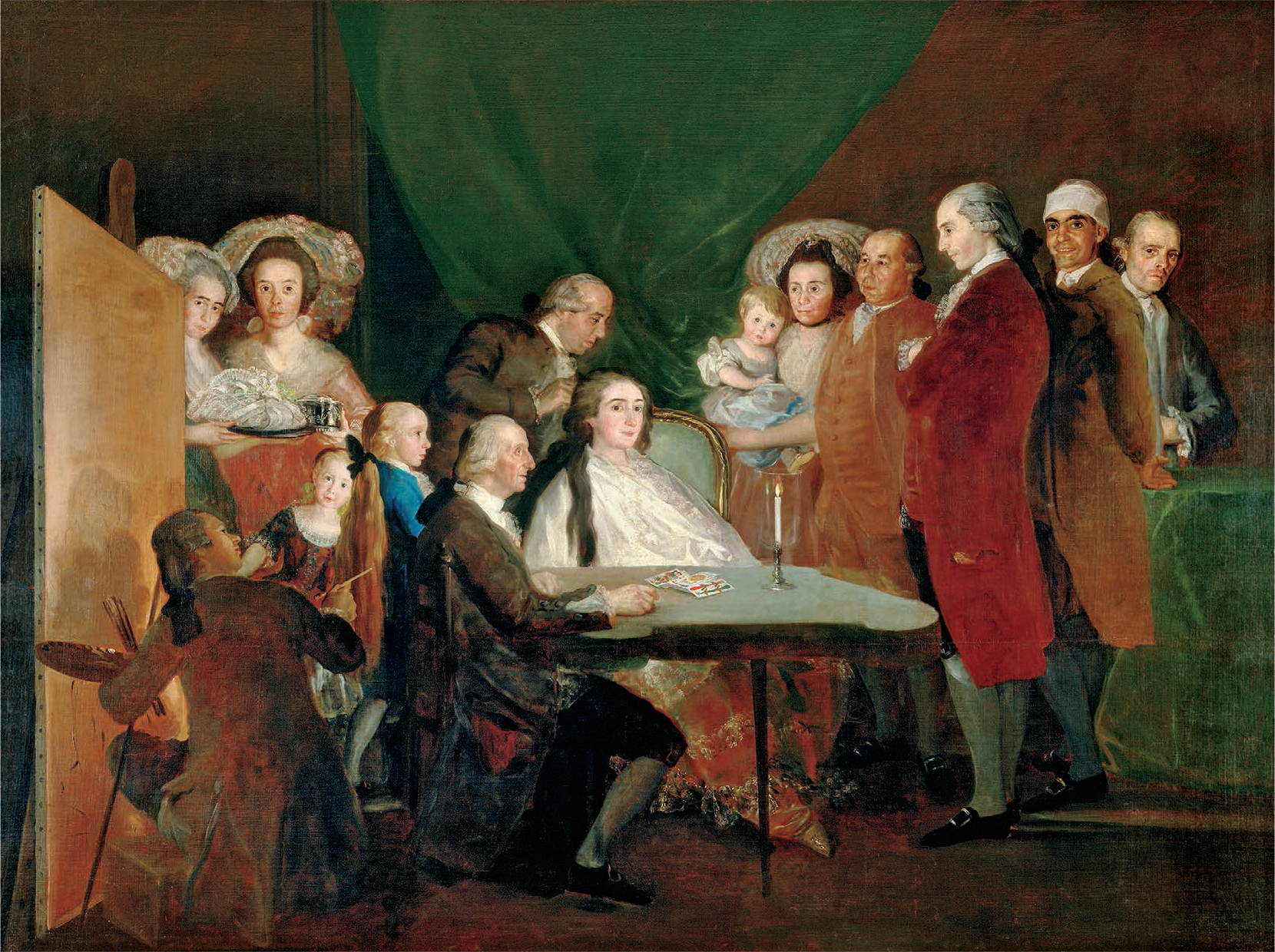
集団肖像画『ドン・ルイス・デ・ボルボーン親王の家族』。1784年。マニャーニ・ロッカ財団所蔵。

ゴヤは1783年夏から1784年にかけてアレナス・デ・サン・ペドロを訪れ、有力な後援者の1人であったドン・ルイス親王とその家族の肖像画を多数制作した。マニャーニ・ロッカ財団に所蔵されている集団肖像画『ドン・ルイス・デ・ボルボーン親王の家族』は特に有名である。本作品はその準備習作として、ゴヤが最初にアレナス・デ・サン・ペドロを訪れた1783年の夏に『ドン・ルイス・デ・ボルボーン親王の肖像』とともに制作された。

## 作品
ゴヤは白いペニョワールを着たマリア・テレサ・デ・バリャブリガの横顔を描いている。彼女は長い髪を三つ編みにして低く垂れ下がったお団子にまとめ、ダークブルーのシルクのリボンで結んでいる。彼女の表情は穏やかで、バラ色の頬は若さと健康的な魅力を放っている。マリア・テレサは黒い背景の前に描かれており、その横顔はまるでアンティークのコインやメダリオン、あるいはルネサンス時代の肖像画を彷彿とさせるが、やや控えめな肖像画となっている。その理由はこの肖像画がより大きな『ドン・ルイス・デ・ボルボーン親王とその家族』の準備習作として制作されたことと関係している。この作品の準備習作であることは彼女が着ているペニョワールから分かる。というのは、マリア・テレサは『ドン・ルイス・デ・ボルボーン親王の家族』の中でやはりペニョワールを着ており、美容師のサントス・グラシア（Santos Gracia）によって髪を整えてもらう姿が描かれているからである。
ゴヤは素早く緩い筆運いで肖像画を描いている。かつて肖像画の裏面にはおそらくゴヤ本人のものではない碑文が存在し、1783年8月27日の午前11時から12時という非常に短い時間で描いたことが記されていた。本作品の筆遣いから、碑文にあるとおり、ゴヤが短い時間で完成させたことが十分に考えられる。

## 来歴
肖像画はドン・ルイス親王のコレクションとしてアレナス・デ・サン・ペドロのモスケラ宮殿にあった。その後、娘である第15代チンチョン女伯爵マリア・テレサに相続され、ボアディーリャ・デル・モンテのドン・ルイス親王宮殿に所蔵された。以降はその子孫である第4代アルクディア公爵・第4代スエカ公爵および第18代チンチョン伯爵カミロ・カルロス・アドルフォ・ルスポリ・イ・カロ（Camilo Carlos Adolfo Rúspoli y Caro, IV duque de Alcudia y Sueca）、第11代アカプルコ侯爵ホセ・ミゲル・デル・プラド・ナルバエス（José Miguel del Prado y Narváez, XI marqués de Acapulco）、第11代カイセド侯爵カルロス・デル・プラド・イ・ルスポリ（Carlos del Prado y Rúspoli, XI marqués del Caicedo）に相続された。1985年2月27日、肖像画はサザビーズで競売にかけられ、マドリードの個人コレクションに入ったのち、 金融サービス会社バンイーターの手に渡った。その後、1995年に税金の支払いとしてプラド美術館によって取得された。

## ギャラリー
関連するゴヤの肖像画

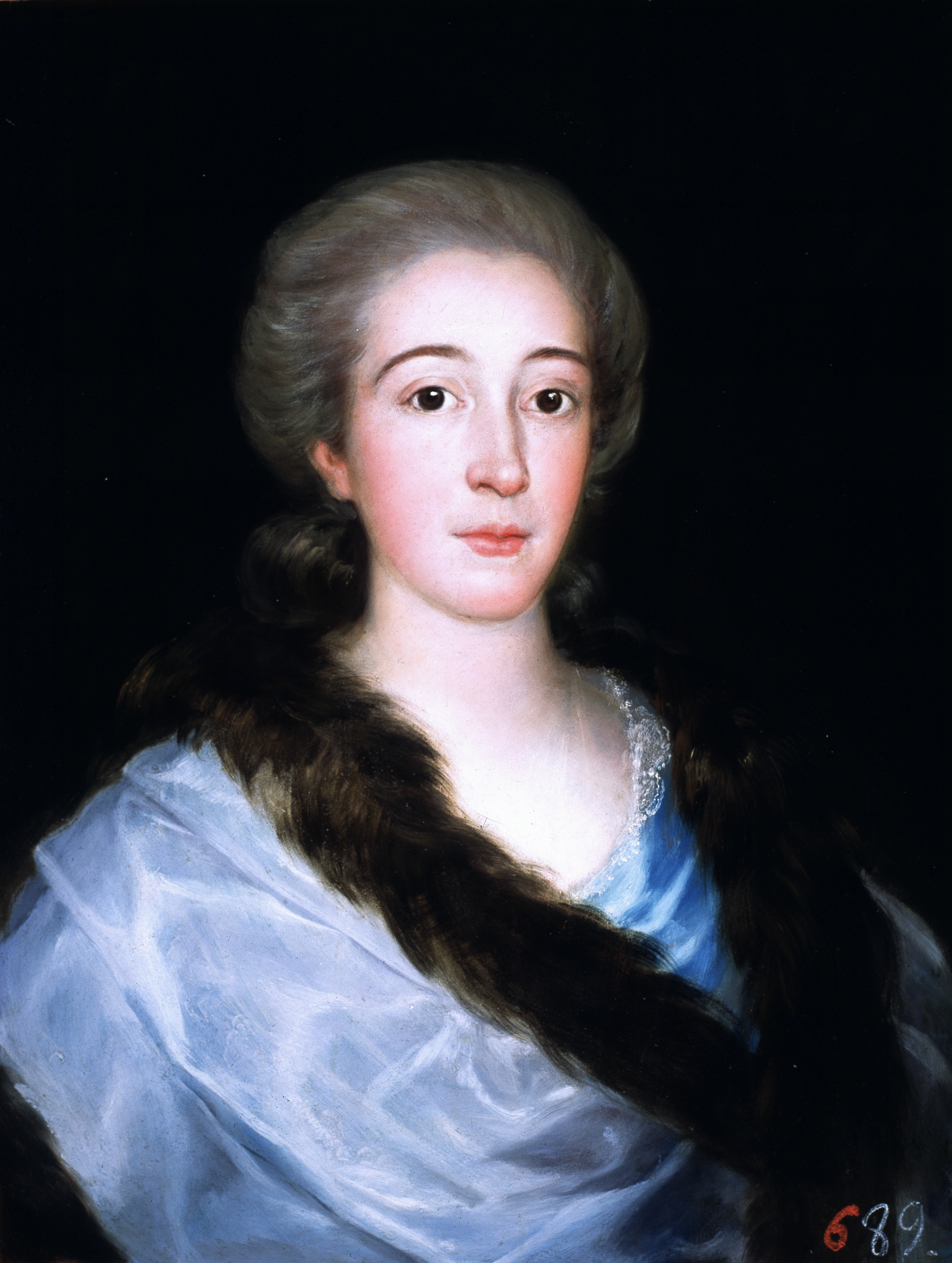
『マリア・テレサ・デ・バリャブリガ・イ・ロサスの肖像』1783年 個人蔵
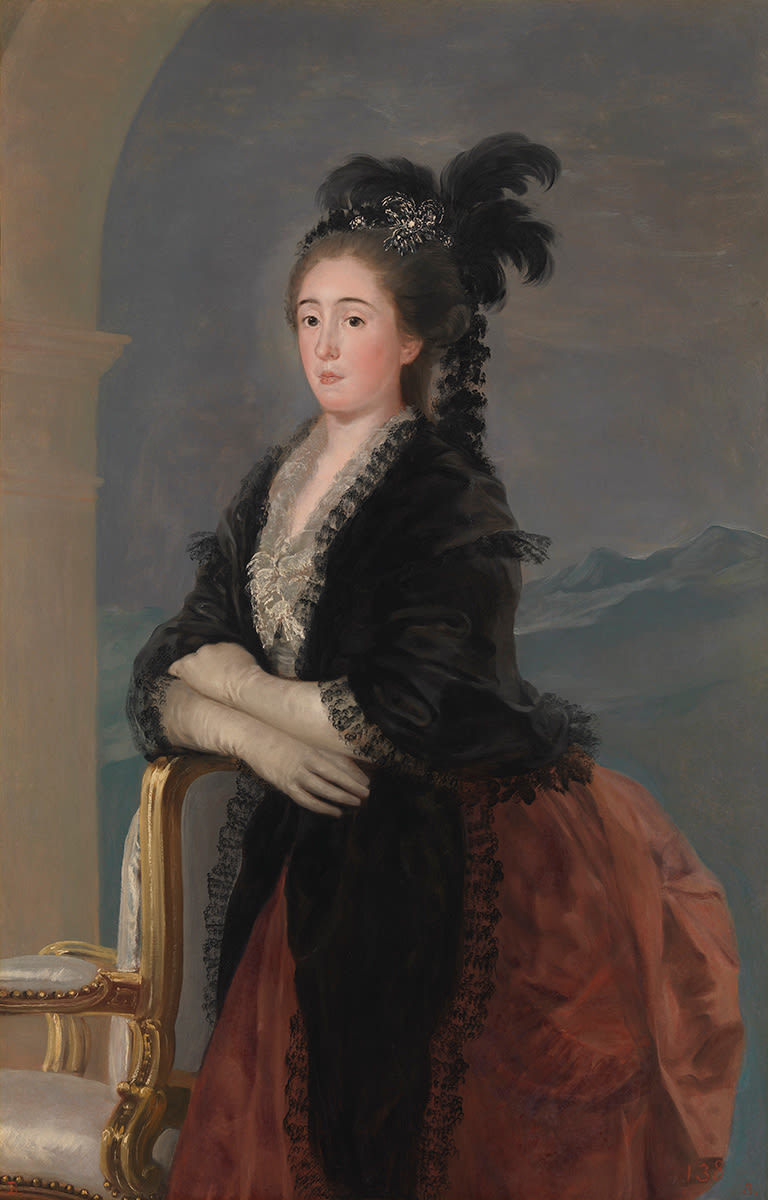
『マリア・テレサ・デ・バリャブリガ・イ・ロサスの肖像』1783年 ノイエ・ピナコテーク所蔵
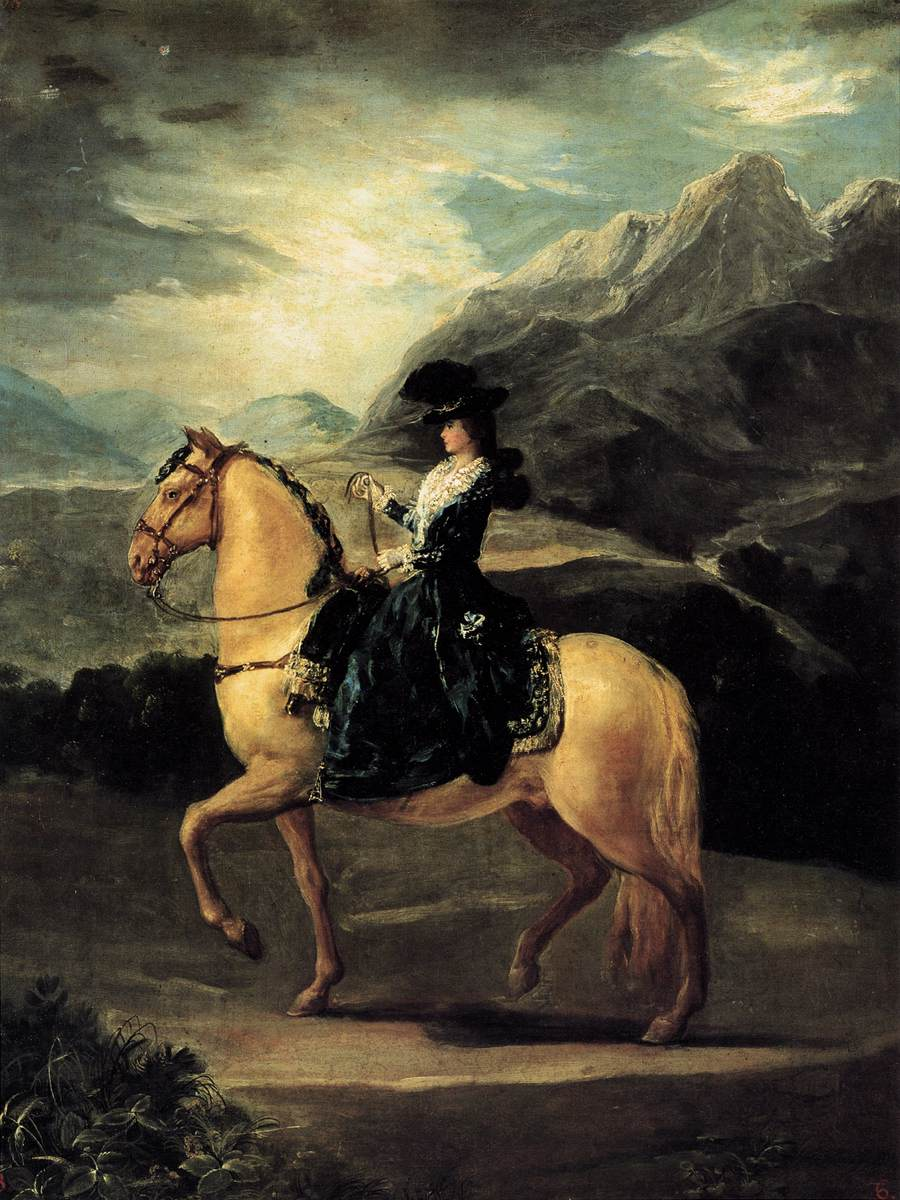
『マリア・テレサ・デ・バリャブリガ・イ・ロサス騎馬像』1783年 ウフィツィ美術館所蔵
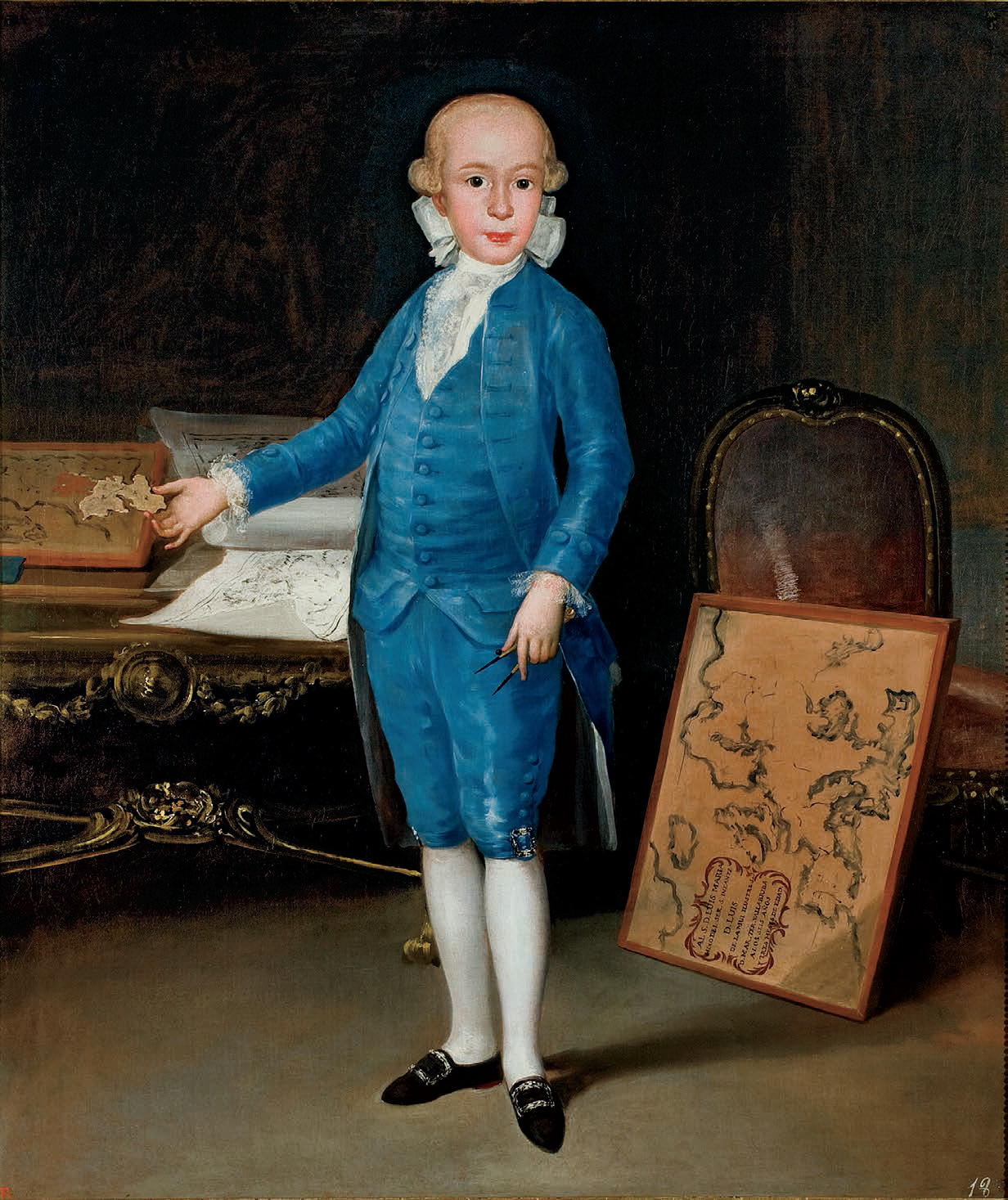
『少年ルイス・マリア・デ・ボルボーン・イ・バリャブリガの肖像』1783年 サラゴサ博物館（英語版）所蔵
『マリア・テレサ・デ・ボルボーン・イ・バリャブリガの肖像』1783年 ナショナル・ギャラリー・オブ・アート所蔵[14]
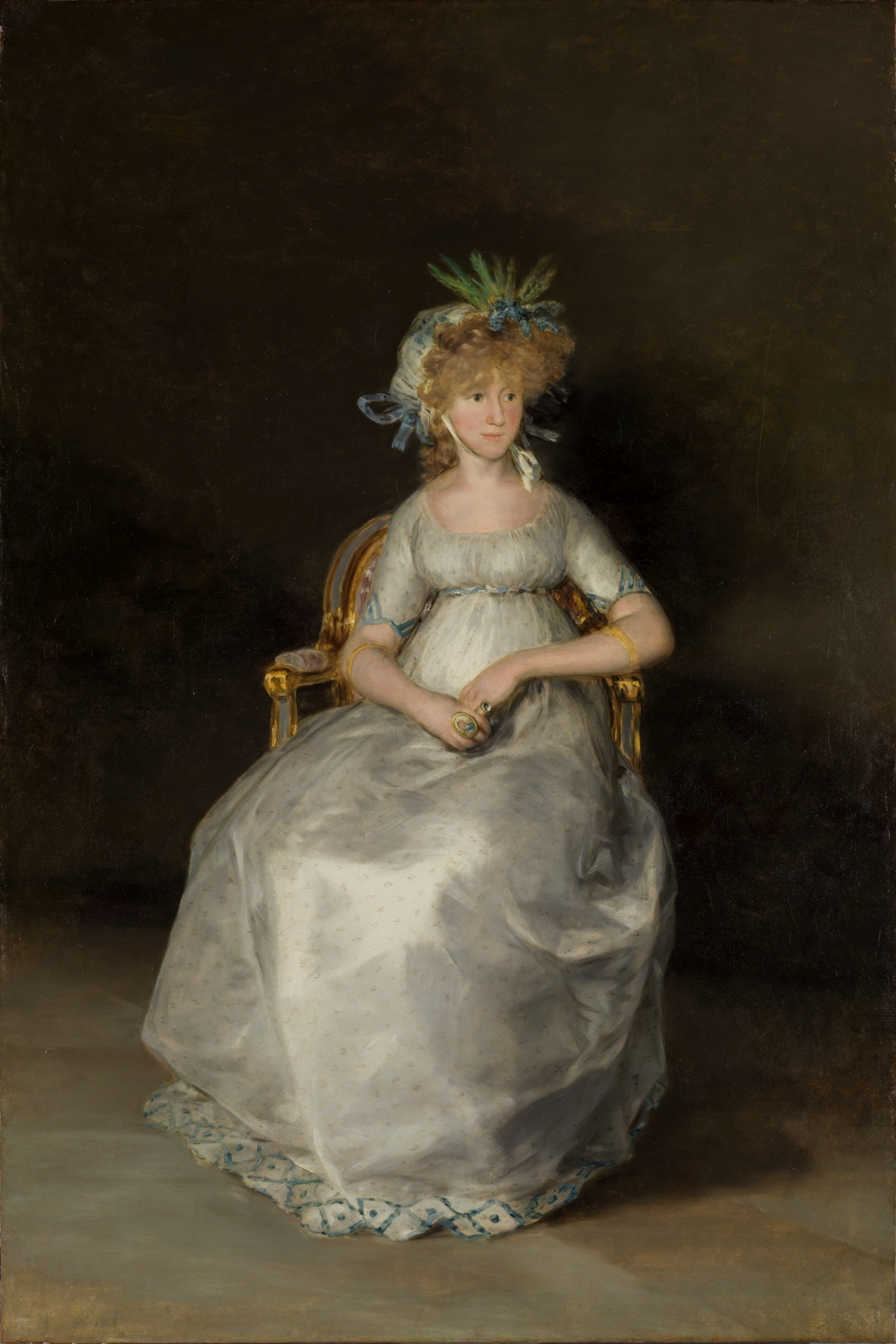
『チンチョン女伯爵の肖像』1800年 プラド美術館所蔵
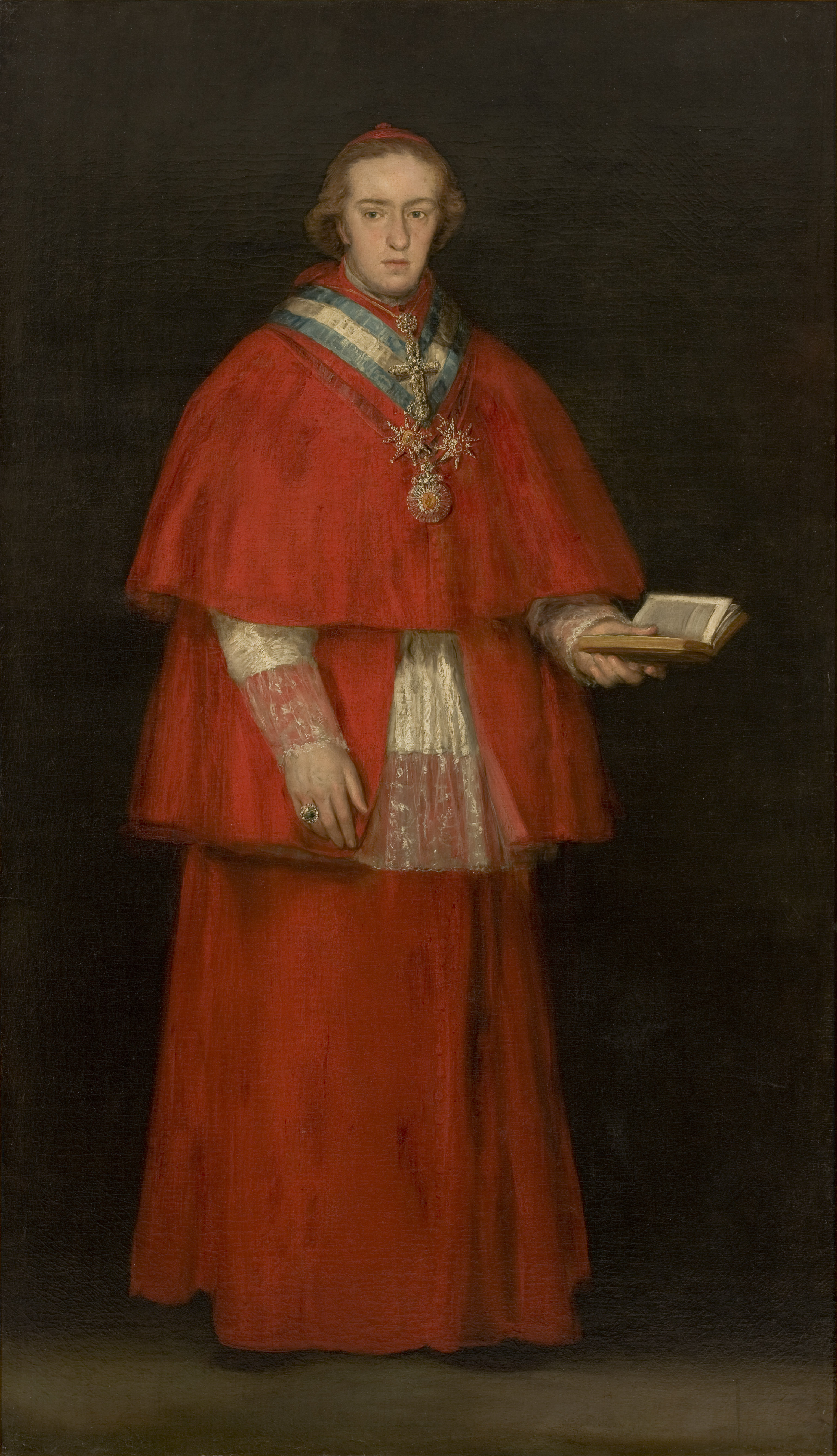
『枢機卿ルイス・マリア・デ・ボルボーン・イ・バリャブリガの肖像』1798年-1800年ごろ サンパウロ美術館所蔵
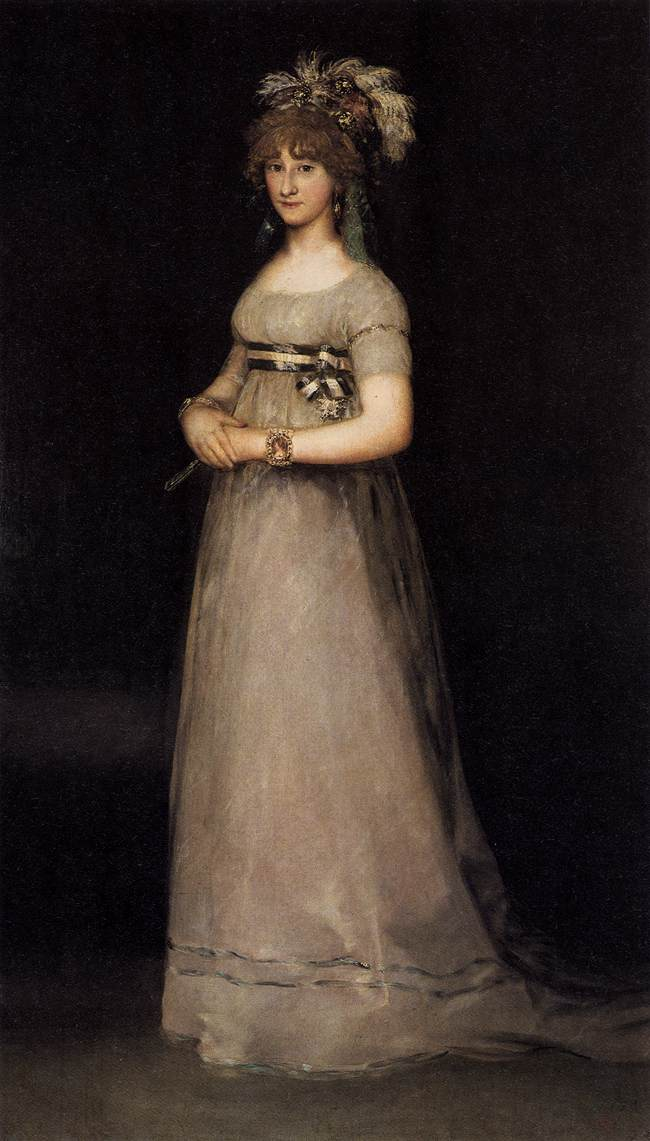
『マリア・ルイサ・デ・ボルボーン・イ・バリャブリガの肖像』1800年ごろ ウフィツィ美術館所蔵